# Gerüstprotein
Gerüstprotein (vom englischen „scaffold protein“) ist eine allgemein gehaltene Bezeichnung für ein spezifisches Protein, dessen Hauptfunktion die Vermittlung von Proteinkomplexen ist. Gerüstproteine haben in der Regel mehrere Proteindomänen, welche die Bindung an andere Proteine vermitteln. Die Funktion des Proteinkomplexes kann auch über diese Gerüstproteine gesteuert werden, in dem diese Interaktionen kontrolliert werden (z. B. mittels Phosphorylierung).

## Beispiele für Gerüstproteine

### Das Gerüstprotein inaD in Insektenaugen
Das Protein inaD in den Rhabdomeren der Fruchtfliege Drosophila melanogaster ist ein sehr gut untersuchtes Gerüstprotein, von dem aber auch ein Homolog beim Menschen gefunden wurde. Es enthält fünf PDZ-Domänen, welche spezifisch alle beteiligte Proteine der visuellen Signaltransduktion räumlich zusammen bringt (Rhodopsin, Kinasen, Ionenkanäle) und auch am Cytoskelett verankert (über ein Myosin).

### Das Protein Titin in Muskeln von Wirbeltieren
Titin ist ein sehr großes Protein im Muskel. Die Aufgaben des Titins im Sarkomer sind es, die Myosinfilamente zwischen den Aktinfilamenten zu zentrieren und den kontraktilen Apparat nach der Dehnung zurückzustellen. Titin dient weiterhin als Gerüstprotein für verschiedene weitere Proteine (Calmodulin, Actinin etc.), die für die Muskelarbeit unentbehrlich sind. Es besitzt hierfür mehrere SH3-Domänen, Fibronectin-Typ-III-Domänen und weitere Domänen.

### Der Condensin-Proteinkomplex im Chromsomen-Grundgerüst
Auch Condensine sind im weitesten Sinne Gerüstproteine. Es handelt sich um Proteinkomplexe, die für die Chromosomenkondensation bei der Mitose erforderlich sind.